# Église Saint-Laurent d'Estrées
 (décembre 2012).
Si vous disposez d'ouvrages ou d'articles de référence ou si vous connaissez des sites web de qualité traitant du thème abordé ici, merci de compléter l'article en donnant les références utiles à sa vérifiabilité et en les liant à la section « Notes et références ».
L'église Saint-Laurent d'Estrées est une église se trouvant à Estrées dans l'Aisne.

## Historique
L'église actuelle remplace un précédent édifice datant probablement du XIIe siècle comme le faisait supposer son portail. La nef était flanquée de deux chapelles formant un faux transept et était fermée par un chevet à trois pans. Sur la façade était campé un clocher-mur qui en 1868 n'existait plus mais devait ressembler à celui du village voisin de Lehaucourt. Les dimensions de cette église étaient assez réduites, 21 mètres de longueur, une largeur de 6 mètres pour la nef et 13 mètres pour les chapelles, la hauteur du plafond de la nef était d'environ 6 mètres. 
Vers 1850, la population d'Estrées atteint 1 152 habitants et l'église s'avère être trop petite. En 1868 est décidée la construction d'un nouvel édifice plus grand. Il est construit à l'emplacement même de l'ancien. Le nouvel édifice est l'œuvre de l'architecte A. M Dablin. Il le conçoit dans le style néo-gothique avec emploi de brique et pierre. Les travaux s'achèvent en 1869 et la consécration de l'édifice a lieu le 15 novembre 1869. La guerre de 1870 n'endommage pas l'édifice, en revanche celle de 1914-1918 a bien failli lui être fatale. Le clocher de trente-cinq mètres est une cible rêvée pour les tirs d'artillerie. Il est décapité, la toiture est trouée, les vitraux pulvérisés. Après la guerre, on panse les plaies, l'église doit attendre 1921 pour que les premiers travaux de restauration commencent. Le clocher est reconstruit mais sur un plan plus ambitieux, l'ancien clocher décapité faisait trente-cinq de haut, le nouveau en fait quarante-cinq, il est à ce titre le plus haut clocher du canton. Il est plus haut mais moins travaillé, la corniche crénelée à la base de la flèche de l'ancien clocher n'est pas rétablie ce qui est aussi le cas des quatre clochetons à chaque angle de la flèche. 
En 1926, on s'occupe de restaurer le mobilier et on construit une nouvelle sacristie. Vers 1990, les vitraux sont restaurés. En 2004, en raison de l'état préoccupant de la flèche, des travaux de restauration ont lieu, la flèche est refaite, les abat-sons aussi. Les travaux s'achèvent avec la pose d'un nouveau coq mais ils font disparaître les quatre lucarnes placées à mi-hauteur sur la flèche vers le nord, le sud, l'ouest et l'est. Une restauration des joints et de ravalement du clocher et de la façade a également eu lieu en même temps. En 2008, nouvelle phase de travaux, les façades méridionale et orientale sont reprises, leurs joints refaits. En 2011, on pose de nouvelles fenêtres à la sacristie.

## Description

### Dimensions
- Longueur totale : 35 mètres.
- Largeur totale : 15,50 mètres
- Longueur de la nef : 17 mètres.
- Largeur de la nef : 7 mètres.
- Hauteur depuis le sol jusqu'au fait du toit : 14,50 mètres.
- Hauteur du clocher : 45 mètres.
- Hauteur de la tour : 12 mètres.
- Hauteur des murs du vaisseau principal : 12 mètres.
- Hauteur de la toiture du vaisseau principal : 3,50 mètres.
- Longueur du chœur : 3 mètres.
- Longueur du chevet : 5 mètres.
- Largeur du transept et de la croisée : 7 mètres.
- Largeur des bas-côtés : 4,25 mètres.
- Largeur du clocher : 4 mètres.
- Longueur des sacristies : 5 mètres.
- Largeur des sacristies : 6 mètres.

### Extérieur
À l'extérieur, l'édifice est des plus simples. La façade occidentale se compose d'un porche de pierre profond surmonté d'un gâble. Au-dessus est percée une fenêtre constituée de deux lancettes surmontées d'un oculus. L'encadrement de cette baie est en pierre. À l'étage supérieur, un oculus ouvre sur les combles, son contour est formé d'un motif d'étoile à huit branches formée par deux carrés inversés en pierre. Le pignon se termine par une corniche de pierre surmontée d'une croix.
Deux tourelles d'escaliers séparent la nef des bas-côtés. Elles sont érigées sur un plan rectangulaire fini par deux pans coupés. Chacun des deux pans est percé de deux lucarnes rectangulaires très étroites sur deux niveaux de hauteur. Des contreforts s'imbriquent à la jonction des deux pans. Les tourelles sont coiffées de flèche à quatre pans se terminant par des épis de faîtage. Elles s'élèvent à 14,50 mètres de hauteur.
Les bas-côtés sont éclairés à l'ouest par deux baies, une de chaque côté, d'une hauteur de 3 mètres 50, le pignon des bas-côtés se compose d'un décor de modillons de pierre noyés dans une frise en escalier de brique rattaché à la corniche en pierre du pignon. Une corniche crénelée sépare le mur des pignons.
Le porche est en pierre blanche, il ne comporte aucune sculpture. Le tympan est renfoncé et complètement dépouillé. La porte est à deux vantaux non séparés par un trumeau. La partie supérieure de la porte est vitrée par deux baies rectangulaires surmontant chacun des deux vantaux. La porte est précédée par un mur droit en brique et un ébrasement ce qui amène le portail a une profondeur de 3 mètres. Le porche est surmonté d'un gâble avec corniche en pierre. Ce gâble est couronné par une pierre. On accède au portail par six marches de pierre puisque le sol de l'édifice est situé à 1,20 mètre au-dessus de celui du parvis. Le porche est noyé dans les contreforts des deux tourelles.
La nef n'est pas visible de l'extérieur puisque les bas-côtés la cachent. Ces bas-côtés se composent de quatre travées séparées par des contreforts à deux niveaux. Chaque travée est percée en son centre d'une baie en lancette de 3,50 mètres. En dessous de celle de la première travée est percée une porte dont le linteau reprend celui des grands édifices puisque, comme celui de la grande porte il est réduit sur ses extrémités supérieures en arc de cercle. On accède à cette porte en deux parties mais à un seul vantail par quatre marches. Une corniche crénelée surmonte les baies et une identique en dessous de la toiture.
Le transept est percé d'une baie formée de trois lancettes surmontées d'un grand trilobe. La baie est en pierre et son encadrement se compose de contreforts verticaux et d'une corniche crénelée sur l'arc brisé. Une frise avec des rectangles de pierres entourés de brique surmonte cette baie et marque le commencement du pignon. Un quadrilobe ouvre sur les combles, il est entouré de deux carrés inversés sculptés de fleur à quatre pétales. Le pignon est décoré d'une frise de briques en escalier agrémentée de modillons de pierre. Une corniche crénelée à la limite du pignon avec la toiture se retrouve sur les parties supérieures des murs ouest et est des bras du transept. Les contreforts sont sur deux niveaux. Le transept permet de délimiter la nef au niveau de la toiture.
Les chapelles latérales sont identiques aux travées des bas-côtés, même décoration, même fenêtres.
Le chœur d'une travée est aveugle et fermé par un chevet à cinq pans. Les pans du chevet sont percés de baies à lancette surmontées d'un oculus. On retrouve la corniche crénelée au niveau de la toiture. Les contreforts sont à deux niveaux. Les baies sont situées plus en hauteur que les autres baies de l'édifice. Deux sacristies sont situées derrière les chapelles latérales et flanquent le chevet permettant à l'église d'adopter un plan totalement rectangulaire si on excepte le porche et les tourelles d'escaliers. De frêles contreforts soutiennent les murs des sacristies qui sont percés de deux fenêtres. Le clocher est érigé sur un plan carré et se compose de trois niveaux sur chacune de ses faces. Le premier niveau est aveugle et juste agrémenté au nord et au sud d'oculi aveugles. Le deuxième niveau est totalement aveugle et est le moins élevé. Le troisième étage correspond à celui du beffroi percé de deux baies géminées sur chaque face et surmonté d'une horloge. Chaque niveau est séparé par des corniches de pierre faisant office de larmiers. L'encadrement des baies géminées est en pierre. 
Ces baies sont garnies chacune de huit abat-sons en ardoises. L'horloge est enchâssée dans un oculus dont l'encadrement supérieur est en pierre et interrompu au milieu pour aller rejoindre le haut des contreforts qui, ici sont à trois niveaux. Ils ne vont pas jusqu'au sommet de la tour qui au-dessus de l'horloge est aveugle. Une corniche de pierre simple remplace depuis 1921 la corniche crénelée identique à celle que l'on trouve sur les murs de l'édifice et qui avait été détruite avec le clocher. Cette corniche supporte une terrasse. La couverture de cette tour se compose tout d'abord d'une toiture à quatre pans presque invisible lorsque l'on regarde l'édifice qui sert de base à une impressionnante flèche à huit pans de 15 mètres. Son sommet est tronqué et remplacé par un petit chapeau à quatre pans qui est le point de départ de la tige supportant la croix et le coq de l'église. Avant guerre, la flèche était agrémentée à mi-hauteur par quatre grandes lucarnes et flanquée par quatre clochetons identiques à ceux que l'on trouvait à l'église Saint-Sauveur de Serain. La flèche culmine aujourd'hui à 45 mètres mais cependant, après une étude attentive, on remarque qu'elle est légèrement torse vers le sud-ouest.
La toiture de l'édifice est en ardoise et aurait bien besoin d'une restauration. En effet au niveau de la nef centrale, le faîte du toit est gondolé et s'affaisse au niveau de la quatrième travée pour rejoindre celui du transept. La toiture se compose pour la nef, le transept et le chœur de deux pans qui se prolongent pour couvrir les bas-côtés. Les chapelles latérales sont couvertes par un toit à deux pans dont la jonction rejoint celle des gouttières du chœur avec le transept. Ces gouttières ont également été refaites en 2008. Un épi de faitage couronne la toiture du chevet, il s'achève par une fleur à quatre pétales qui s'ouvrent.

### Intérieur

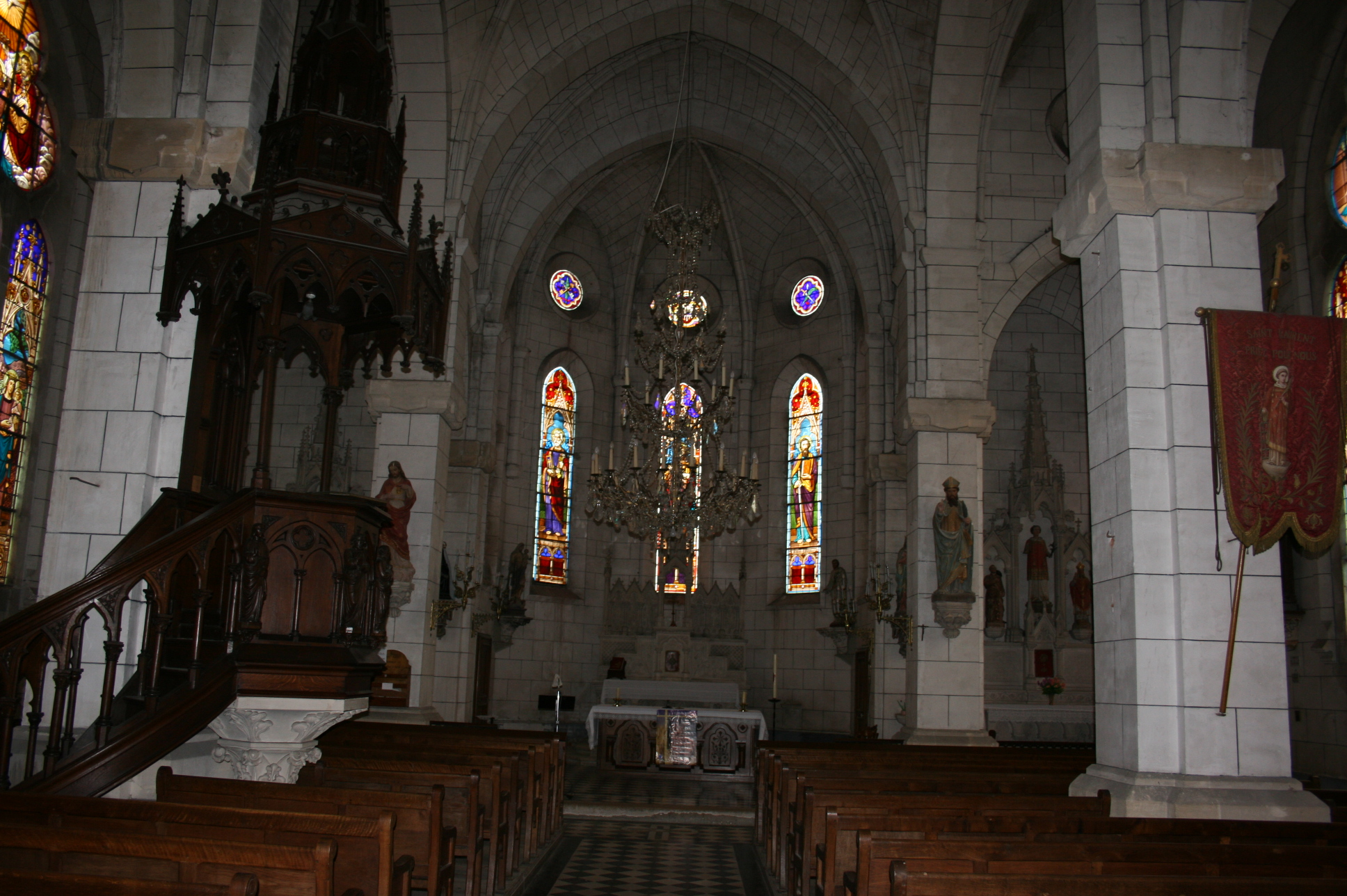
Intérieur de l'église d'Estrées

De l'entrée par la grande porte, la majesté du vaisseau s'offre à la vue. Cependant, en regardant attentivement, on est saisi par le dépouillement de l'église. En avançant dans la nef, on lève les yeux vers les voûtes qui s'élèvent jusqu'à 11 mètres. Ces voûtes retombent sur des chapiteaux que soutiennent des piles rectangulaires très fines. Elles sont elles-mêmes posées sur des chapiteaux dont la partie supérieure est carré tandis que la base est octogonale.  Des colonnes de près de 6,50 mètres supportent cet ensemble entre la deuxième et troisième travée ainsi qu'entre la troisième et la quatrième. Ces colonnes retombent sur des bases aussi octogonales. Les piliers entre la première et la deuxième travée sont très massifs, puisqu'ils sont en fait les composants d'énormes piliers qui soutiennent le clocher et la tribune. Entre ces deux piliers est établi un mur ouvert par trois arcades reliées par de grandes piles rectangulaires. Elles sont dépourvues de chapiteaux. Cependant seule l'arcade centrale est ouverte, celles des extrémités sont en retrait mais aveugles.  
L'arcade centrale a une ouverture de 4 mètres qui correspond à la largeur du clocher. La tribune est établie entre ces piliers à 6 mètres 50 au-dessus du sol. Le mur occidental est ouvert par la baie à deux lancettes surmontées d'un oculus. C'est la seule baie ouverte dans la nef. En effet, le plan d'origine était vraiment très ambitieux puisque comme le témoigne l'élévation à deux niveaux de la nef, au-dessus des grandes arcades se trouvaient les fenêtres hautes qui ici étaient des oculi. La toiture des bas-côtés étant la continuité de celle de la nef, ces oculi n'ont jamais été ouverts. Les voûtes de la nef sont quadripartites mais ne possèdent pas de clefs de voûte très ouvragées.  La première travée est ouverte sur les bas-côtés par une arcade en deux parties puisque le sol de la tribune barre juste avant l'arc cette arcade. On accède à cette tribune par la tourelle d'escalier nord, l'autre permettant l'accès au clocher, les entrées se situent au revers de la façade occidentale.
Les bas-côtés nord et sud sont voûtés eux aussi par des voûtes quadripartites qui s'élèvent à 8 mètres au-dessus du sol. Elles retombent sur des consoles rectangulaires qui s'accrochent sur les murs nus et plats. Seule la console située entre la première travée et la deuxième retombe sur un pilier qui est très peu en relief.
La croisée du transept est construite sur un plan carré de 7 mètres de côté mais sa voûte est la plus haute de l'église puisqu'elle culmine à 12 mètres. Elle retombe sur des chapiteaux et des piliers carrés. En fait, ces piliers se constituent de deux piliers carrés imbriqués l'un dans l'autre. Les bras du transept sont éclairés par les deux grandes baies à trois lancettes et les trilobes. L'élévation est à deux niveaux mais comme pour la nef, les oculi sont aveugles. Les voûtes retombent sur des chapiteaux et des piliers très peu épais. Ces piliers partagent le transept avec les chapelles latérales. Ces dernières sont identiques aux travées des bas-côtés. Le chœur est ouvert sur les chapelles latérales et les oculi sont aveugles. Le chevet à cinq pans est percé de baies en lancettes surmontées d'oculi. Ce sont les seuls qui sont ouverts. Deux portes vers les sacristies sont percées dans la partie basse du mur des premier et cinquième pans. Les voûtes du chevet reposent sur des consoles supportées par des piliers jusqu'à mi-hauteur et qui s'achèvent eux-mêmes par des consoles.
La totalité de l'édifice est construit en brique, cependant en entrant, c'est un édifice de pierre que l'on découvre. Cela est dû au fait que l'intérieur est recouvert d'un enduit imitant la pierre. Ce genre d'enduit était très prisé au XIXe siècle puisqu'il permettait de masquer les défauts inévitables de construction. En effet, l'église étant un édifice à la gloire de Dieu, il n'est pas pensable d'imaginer que la maison de Dieu soit imparfaite donc pour donner l'impression que l'édifice est la perfection, on recouvre les murs d'un enduit imitant un appareillage parfait.

### Sources
- M.. Agombart, Monographie d'Estrées